# Henbury (Dorset)
Henbury – osada w Anglii, w hrabstwie Dorset, w dystrykcie (unitary authority) Dorset. Leży 29 km na wschód od miasta Dorchester i 157 km na południowy zachód od Londynu.